# Christine Nguyen
Christine Nguyen (* 4. Februar 1980 in Saigon, Vietnam) ist eine US-amerikanische Schauspielerin und Model. Sie tritt auch unter den Pseudonymen Jennifer Loma und Jennifer Lee auf.

## Leben
Nach ihrer Geburt in Saigon zog ihre Familie nach Houston in Texas. Sie wuchs zweisprachig auf, kehrte aber nie zurück in ihr Geburtsland.
Sie studierte an der University of Texas in Austin Kommunikation und Journalismus. Anschließend bekam sie einen Studienplatz am South Texas College of Law, blieb jedoch nicht lange bei diesem Ausbildungsweg.
Heute lebt sie in Los Angeles, Kalifornien.

## Karriere
Während ihrer Collegezeit wurde sie von einem Fotografen angesprochen und an eine Agentur vermittelt. Auf diesem Wege erhielt sie ihren ersten Auftrag in einem Werbespot für McDonald’s. Im Laufe ihrer Karriere als Fotomodell erschienen Bilder von ihr in Magazinen wie Maxim, Sports Illustrated, Hustler, Playboy, DUB, Marie Claire, JANE und Skinnie.
Nachdem sie eine Rolle als Model in einem Film erhalten hatte, entschied sie sich, verstärkt in dieser Richtung zu arbeiten. Neben kleinen Nebenrollen in Fernsehserien („Black Tie Nights“, „7 Lives Exposed“) spielte sie unter dem Pseudonym Jennifer Lee in mehreren softpornographischen Fetisch-Filmen mit. 2006 spielte sie erstmals in erotischen Filmproduktionen für das Fernsehen mit. Ihre erste Hauptrolle hatte sie als Elyse Lam im Film „The Mummy's Kiss: 2nd Dynasty“ von Donald F. Glut. Auch wenn sie weiterhin teilweise in pornografischen Produktionen auftrat, war sie selber nie an pornografischen Szenen beteiligt (z. B. in „Debbie Does Dallas... Again“). 
Ihre aktuelle Karriere konzentriert sich auf erotische Produktionen für das Nachtprogramm von Fernsehsendern wie Cinemax. Sie arbeitet dabei häufig mit dem Regisseur Fred Olen Ray zusammen („Ghost in a Teeny Bikini“, „Bikini Jones and the Temple of Eros“ und andere). In den Serien „Life on Top“ und „Tanya X“ spielte sie über mehrere Folgen hinweg mit.
In größeren Produktionen war sie bislang eher in Nebenrollen vertreten. So spielte sie z. B. in „Männertrip“, „Bucky Larson: Born to Be a Star“, „Kaboom“ und weiteren mit.

## Filmografie (Auswahl)
- 2006: The Mummy's Kiss: 2nd Dynasty
- 2006: Ghost in a Teeny Bikini
- 2006: Bikini Girls from the Lost Planet
- 2006: Naked Surrender
- 2007: Debbie Does Dallas... Again (Pornofilm)
- 2007: Super Ninja Doll
- 2008: Deviant Affairs
- 2008: Voodoo Dollz
- 2008: Bikini Royale
- 2008: Tarzeena: Jiggle in the Jungle
- 2009: Sexually Insatiable
- 2009: The Devil Wears Nada
- 2010: Bikini Frankenstein
- 2010: Bikini Jones and the Temple of Eros
- 2010: Housewives from Another World
- 2010: Männertrip
- 2010: Twilight Vamps
- 2010: Kaboom
- 2011: Bucky Larson: Born to be a Star
- 2011: Little Witches
- 2012: Celebrity Sex Tape
- 2012: Baby Dolls Behind Bars
- 2012: Dirty Blondes from Beyond
- 2012: Loop (Kurzfilm)[7]
- 2013: The Big Bust Theory
- 2013: All Babe Network